# Romanowo (Kalinowo)
Romanowo (deutsch Romanowen, 1938–1945 Heldenfelde) ist ein zur Gemeinde Kalinowo (Kallinowen, 1938 bis 1945 Dreimühlen) zählendes Dorf im nordöstlichen Masuren in der polnischen Woiwodschaft Ermland-Masuren, Powiat Ełcki (Kreis Lyck).

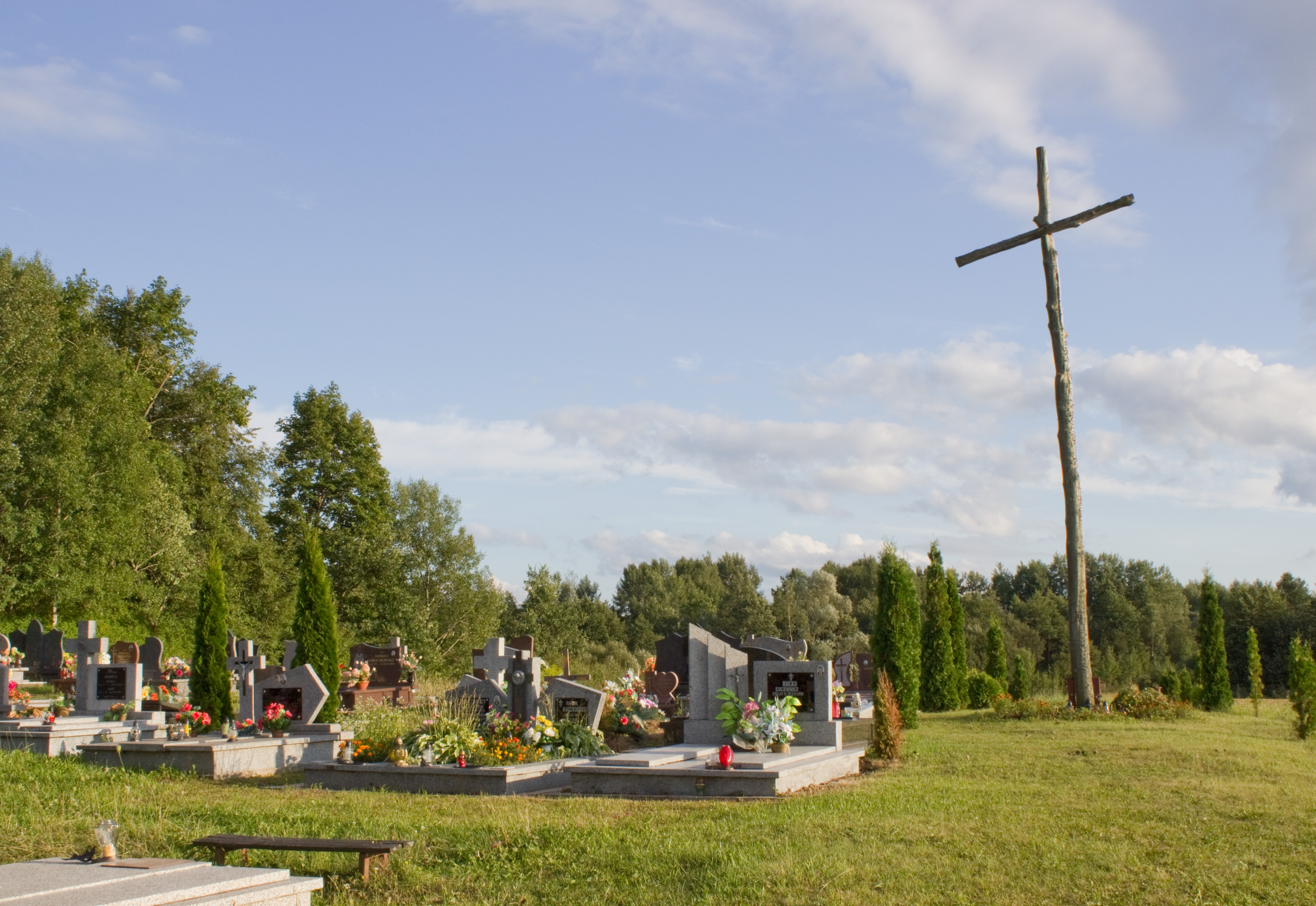
Friedhof Romanowo

## Geographische Lage
Das Dorf befindet sich sieben Kilometer Luftlinie südlich der Ortschaft Kalinowo an einer von Sędki (Sentken) nach Borzymy (Borszymmen, 1936 bis 1938 Borschymmen, 1938 bis 1945 Borschimmen)  führenden Nebenstraße. Es liegt nördlich des Wachteldorfer Sees (polnisch Jezioro Przepiórka).

## Ortsname
Der Umbenennungsname „Heldenfelde“ wurde wegen eines deutschen Soldatenfriedhofes vor Ort gewählt, den es heute noch gibt. Während des Ersten Weltkrieges wurde in der Region heftig gekämpft.

## Geschichte
Der Ort Romanowen wurde 1513 gegründet. Drei Hufen gingen dabei zur Verwaltung an die Herren Nicolai und Jacob. Als weitere Besitzer tauchen dann nachfolgend Johann Fleischer, Stephan Zibulka und Jan Zibulka auf.
Der Name Romanowen ist prussischer Herkunft und verweist auf ein Heiligtum des einst hier ansässigen baltischen Volksstammes, denn heidnische Gottesdienste wurden in freier Natur, in Wäldern und auf Heiden abgehalten (roms, rams: still, ruhig, andächtig).
1656 fielen die mit Polen verbündeten Tataren in weite Teile Masurens ein, wobei Romanowen fast vollständig zerstört wurde.
Am 27. Mai 1874 wurde im Zuge einer preußischen Gemeindereform neu ein Amtsbezirk Dluggen (polnisch Długie) gebildet, der die Gemeinden Burnien, Dluggen, Dlugoniedziellen, Duttken, Gronsken, Kolleschnicken, Krzysewen, Prawdzisken und Romanowen sowie den Gutsbezirk Imionken umfasste.
Am 24. Juni 1908 kam es durch die Schaffung von größeren territorialen Einheiten zur Auflösung des Amtsbezirks Dluggen, die Landgemeinden Burnien, Dluggen, Kolleschnicken, Krzysewen und Prawdzisken kamen zum Amtsbezirk Kallinowen, die Landgemeinden Duttken, Gronsken und Romanowen und der Gutsbezirk Imionken wurden hingegen in den Amtsbezirk Borszymmen (polnisch Borzymy) zugeordnet.
1910 umfasste Romanowen 319 Einwohner.

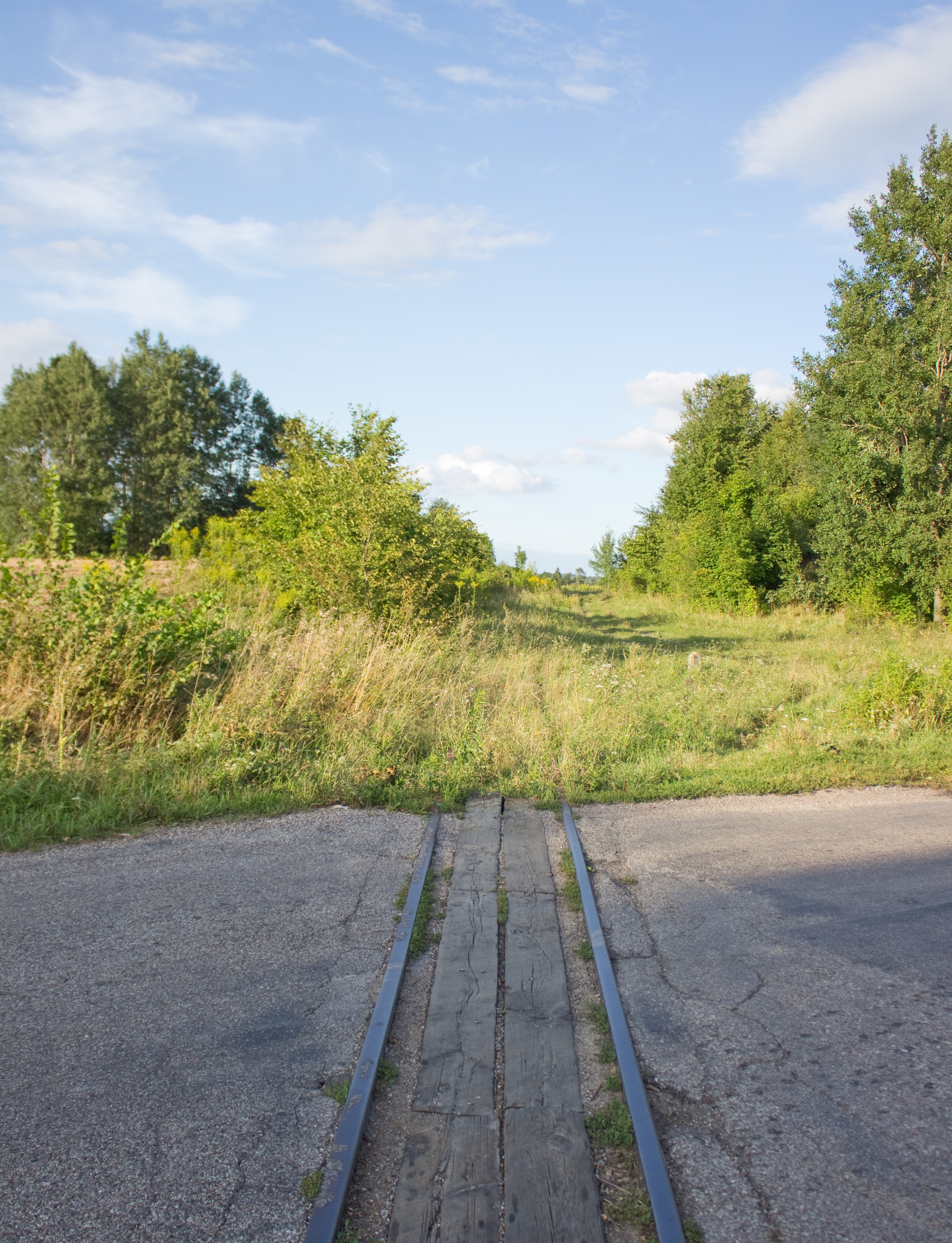
Schienen der Ełcka Kolej Wąskotorowa – außer Betrieb

Oktober 1913 wurde Romanowen mit der Kreisstadt Lyck durch einen Haltepunkt auf der Linie der Lycker Kleinbahnen verbunden, die 1915 in Richtung Kallinowen weiter verlängert wurde.
Nach dem Ersten Weltkrieg entstand in Romanowen ein auch heute bestehender Soldatenfriedhof.
Aufgrund der Bestimmungen des Versailler Vertrags stimmte die Bevölkerung im Abstimmungsgebiet Allenstein, zu dem Romanowen gehörte, am 11. Juli 1920 über die weitere staatliche Zugehörigkeit zu Ostpreußen (und damit zu Deutschland) oder den Anschluss an Polen ab. In Romanowen stimmten 240 Einwohner für den Verbleib bei Ostpreußen, auf Polen entfiel keine Stimme.
Am 30. September 1928 wurde Gut Romotten (polnisch Romoty) sowie Gut Marienhof (Ryczywół) in Romanowen eingemeindet.
1931 umfasste dann der Amtsbezirk Borszymmen die Landgemeinden Borszymmen, Duttken, Geigenau, Gronsken, Jendreyken, Lyssewen, Romanowen, Stosznen und Wachteldorf (ehemals Przepiorken).
1933 wurden in Romanowen 411 Einwohner gezählt.
Romanowen wurde am 16. Juli 1938 im Zuge der massiven Eindeutschung von Ortsnamen masurischer, polnischer oder litauischer Herkunft in Heldenfelde umbenannt, wobei zugrunde gelegt wurde, dass sich hier, wie der Name Romanowen vermuten lässt, an dieser Stelle ein heidnisches Heiligtum der Prussen befand.
1939 zählte Heldenfelde (Romanowen) nur noch 377 Bewohner.
Nach Ende des Zweiten Weltkrieges 1945 fiel das zum Deutschen Reich (Ostpreußen) gehörende, durch Kriegseinwirkung stark zerstörte Heldenfelde an Polen. Die ansässige deutsche Bevölkerung wurde, soweit sie nicht geflüchtet war, nach 1945 größtenteils vertrieben und neben der angestammten masurischen Minderheit durch Neubürger aus anderen Teilen Polens ersetzt. Der Ort wurde in „Romanowo“ umbenannt.
Von 1975 bis 1998 gehörte Romanowo zur damaligen Woiwodschaft Suwałki, kam dann 1999 zur neu gebildeten Woiwodschaft Ermland-Masuren. Das Dorf ist heute Sitz eines Schulzenamtes (polnisch Sołectwo) und somit eine Ortschaft im Verbund der Gmina Kalinowo.

## Kirche
Bis 1945 war Romanowen resp. Heldenfelde in die evangelische Kirche Borszymmen in der Kirchenprovinz Ostpreußen der Kirche der Altpreußischen Union sowie in die römisch-katholische Kirche Prawdzisken (1934 bis 1945 Reiffenrode, polnisch Prawdziska) im Bistum Ermland eingepfarrt.
Heute gehört Romanowo katholischerseits zur Pfarrei in Pisanica (Pissanitzen, 1926 bis 1945 Ebenfelde) im Bistum Ełk der Römisch-katholischen Kirche in Polen. Die evangelischen Kirchenglieder halten sich zur Kirchengemeinde in der Stadt Ełk (Lyck), einer Filialgemeinde der Pfarrei in Pisz (Johannisburg) in der Diözese Masuren der Evangelisch-Augsburgischen Kirche in Polen.